# Echizen (provincie)
Echizen (越前国, Echizen no kuni) is een voormalige provincie van Japan, gelegen in het noorden van de huidige prefectuur Fukui.

Kaart met de voormalige Japanse provincies (1868) met Echizen in het rood

Echizen is bekend vanwege washi (ambachtelijk traditioneel papier). Een tekst uit 774 AD vermeld reeds de washi uit deze regio. Washi uit Echizen is nog steeds de meest verkochte washi in Japan.